# Polygyra septemvolva
Polygyra septemvolva is een slakkensoort uit de familie van de Polygyridae. De wetenschappelijke naam van de soort werd voor het eerst geldig gepubliceerd in 1818 door Say.